# Muldenfaltenstil

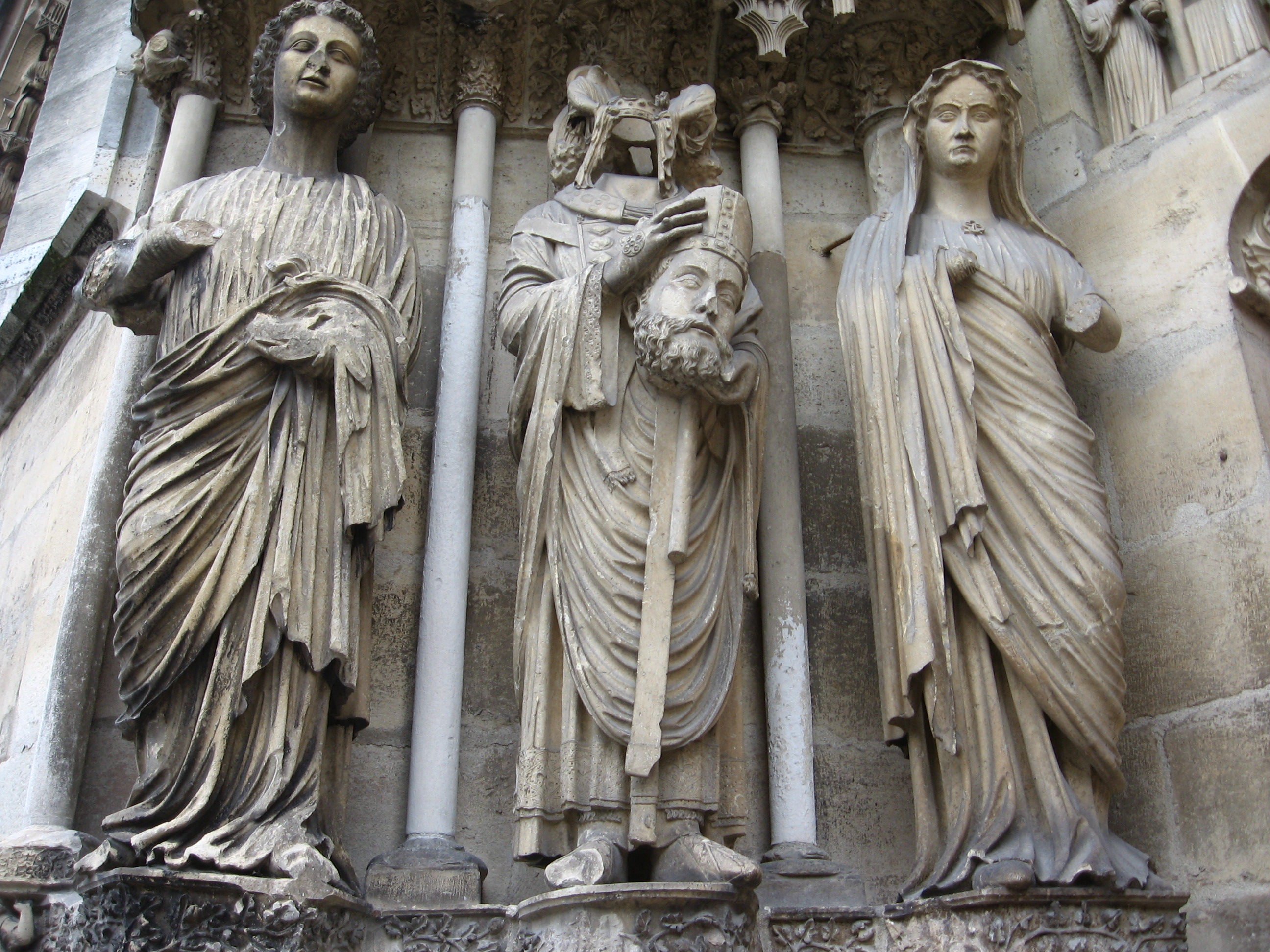
Reims, Notre-Dame-székesegyház. Az északi keresztház főkapujának bal oldali bélletszobrai

Muldenfaltenstil / Muldenstil (ném.) – A vájatolt redővetés stílusa a gótikus szobrászatban, ötvösségben, miniatúra- és üvegablakfestészetben a 12. század végén és a 13. század első harmadában jelentkezik. Nevét a redőhátak jellegzetes vájatolásáról (Mulde = teknő, vájú) kapta, Albert Boecklertől, a könyvfestészet kutatójától. A drapériakezelés jellemzői még a villás redőindítások, a hajtűráncok, a gyakran párhuzamosan futó, az egyik végükön szélesen lekerekített, a másik végük felé elkeskenyedő redővájatok, a szoros, merőlegesen ráncolt ruhaujjak. A stílus végső soron az i. e. 5. század utolsó negyedében és a 4. században jelentkező késői klasszikus görög szobrászatra vezethető vissza. Közvetlen előképül Gallia provincia helyi római emlékei, szarkofágok és más faragványok szolgálhattak. A Muldenfaltenstil a monumentális plasztikában különösen a chartres-i katedrális keresztház-kapuinak szobrászatán és a reimsi székesegyház kivételesen gazdag szobrászi dekorációján mutatható ki. Villard de Honnecourt rajzstílusa is a vájatolt redőkezelés jellegzetességeit mutatja. A Muldenstil a bambergi dóm díszítésén dolgozó későbbi szobrásztársaság nyilvánvalóan reimsi eredetű művein is megjelenik. A magyarországi példák, így a pilisi ciszterci apátságban feltárt síremlékek és egy esztergomi atlasztöredék is szorosan kötődnek az említett francia példákhoz.